# Neoregelia carolinae
Neoregelia carolinae även drottningens rubinsmycke är en gräsväxtart som först beskrevs av Johann Georg Beer, och fick sitt nu gällande namn av Lyman Bradford Smith. Neoregelia carolinae ingår i släktet Neoregelia och familjen Bromeliaceae. Inga underarter finns listade i Catalogue of Life.

## Bildgalleri

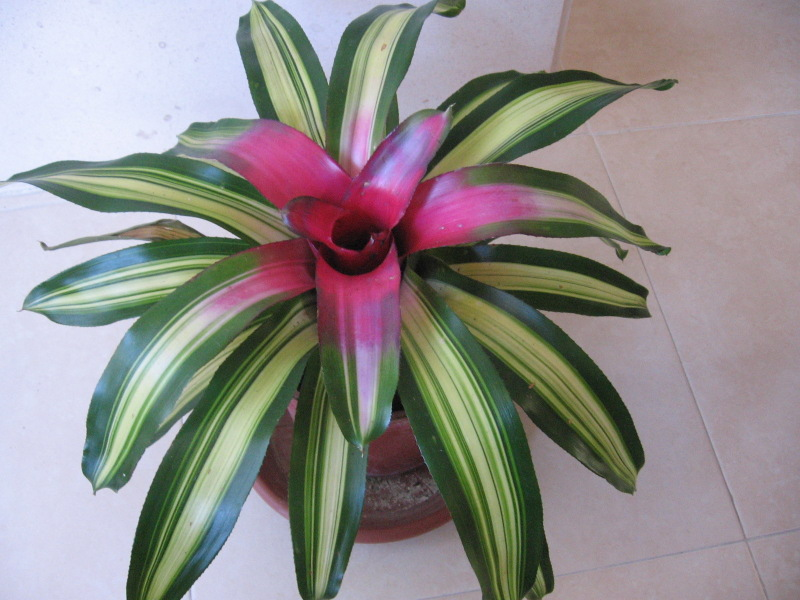
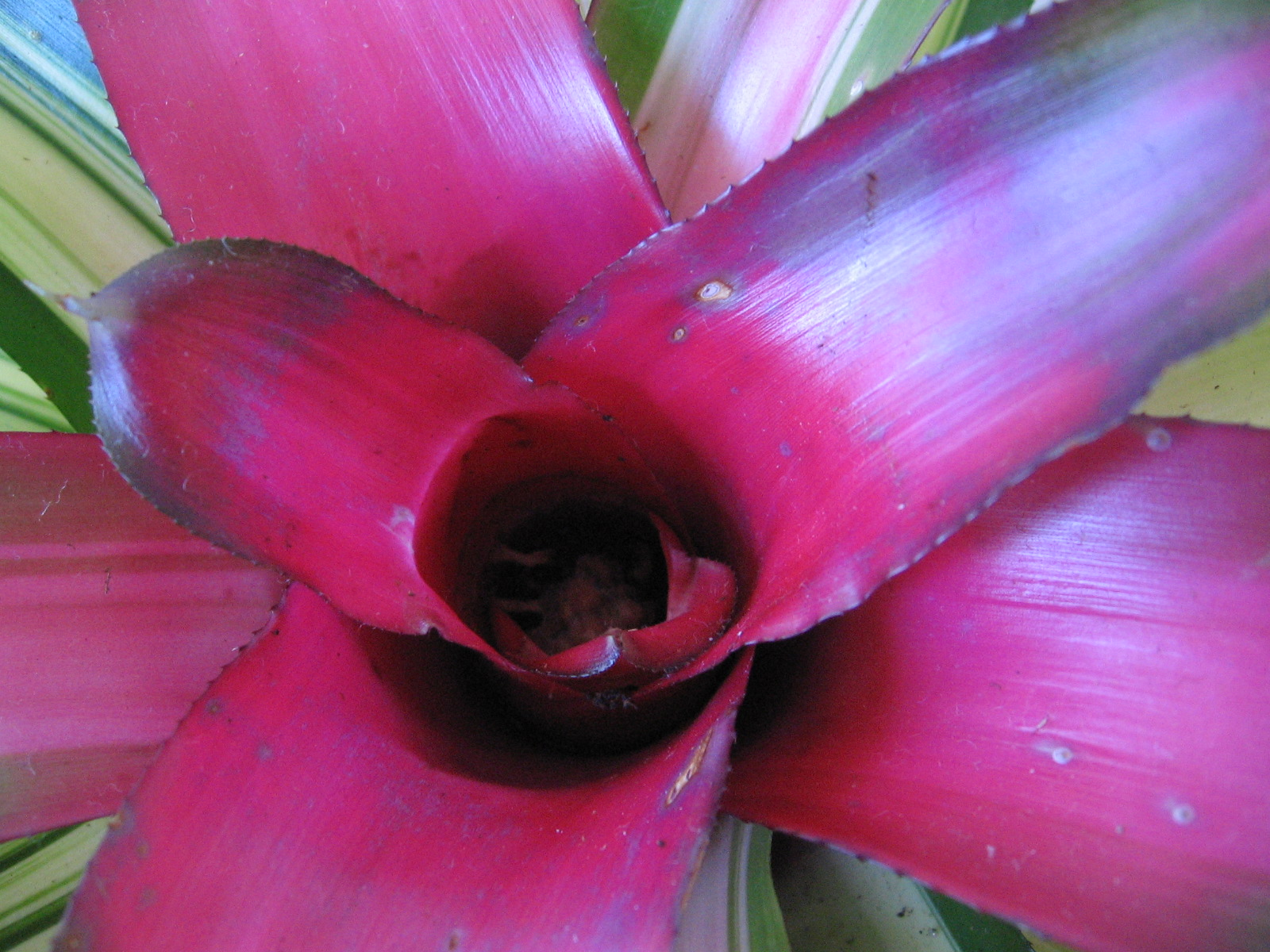
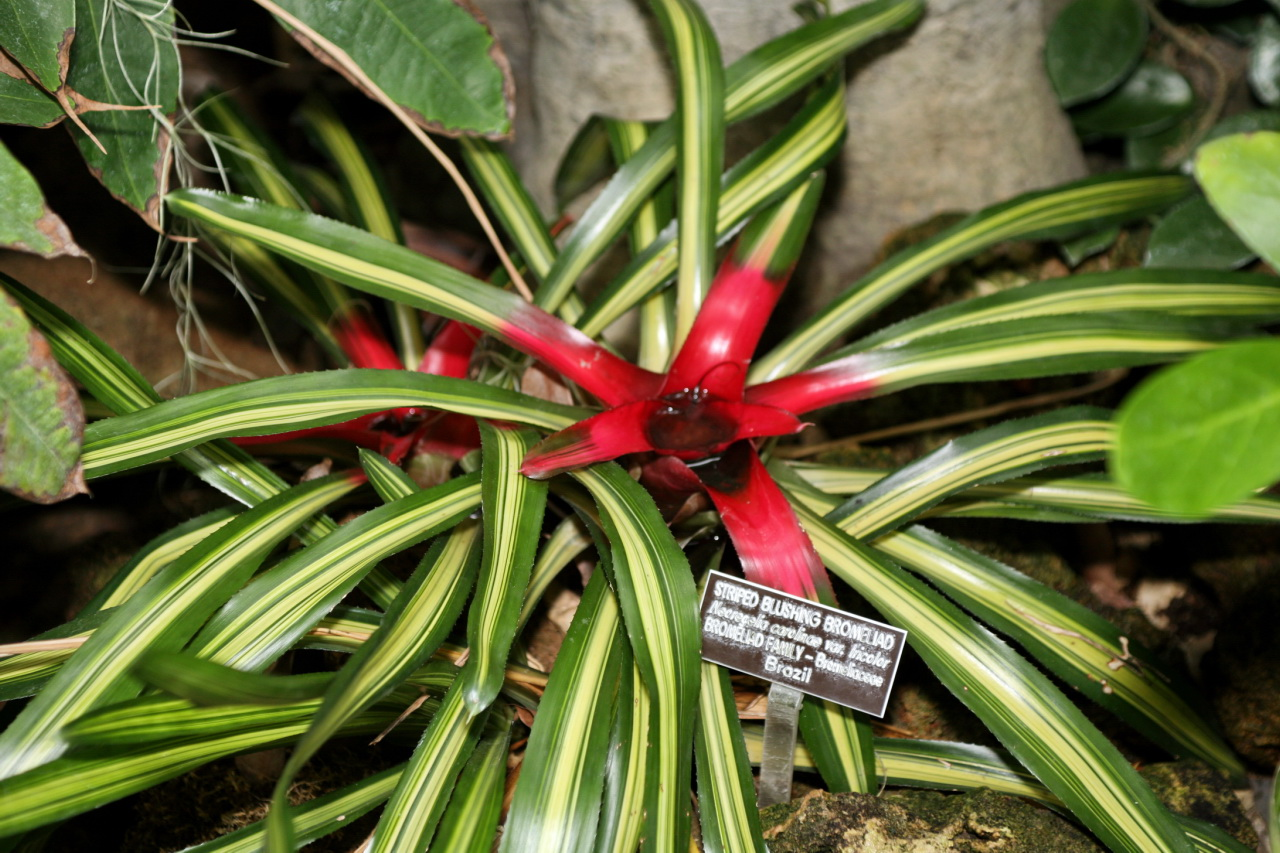
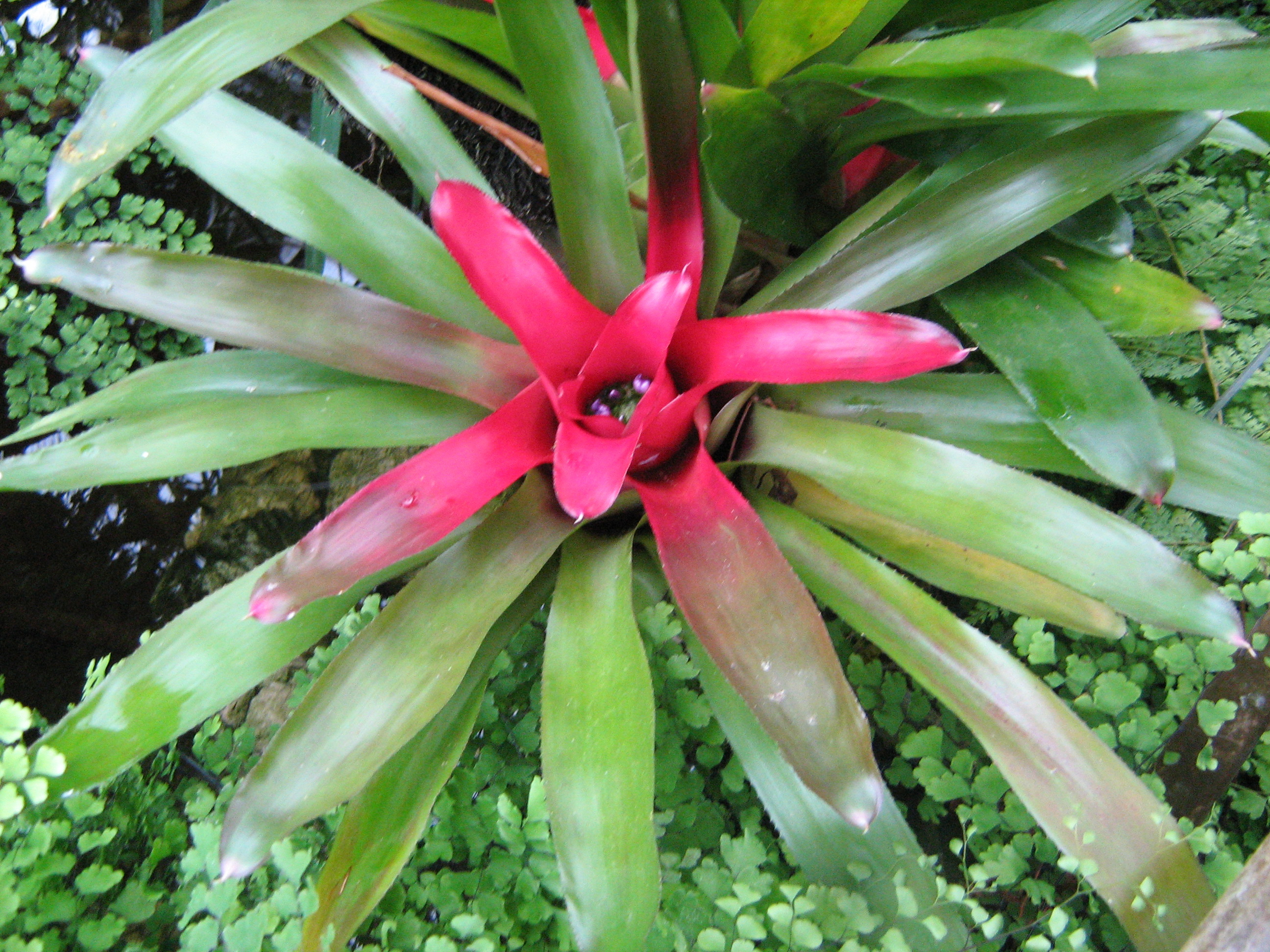
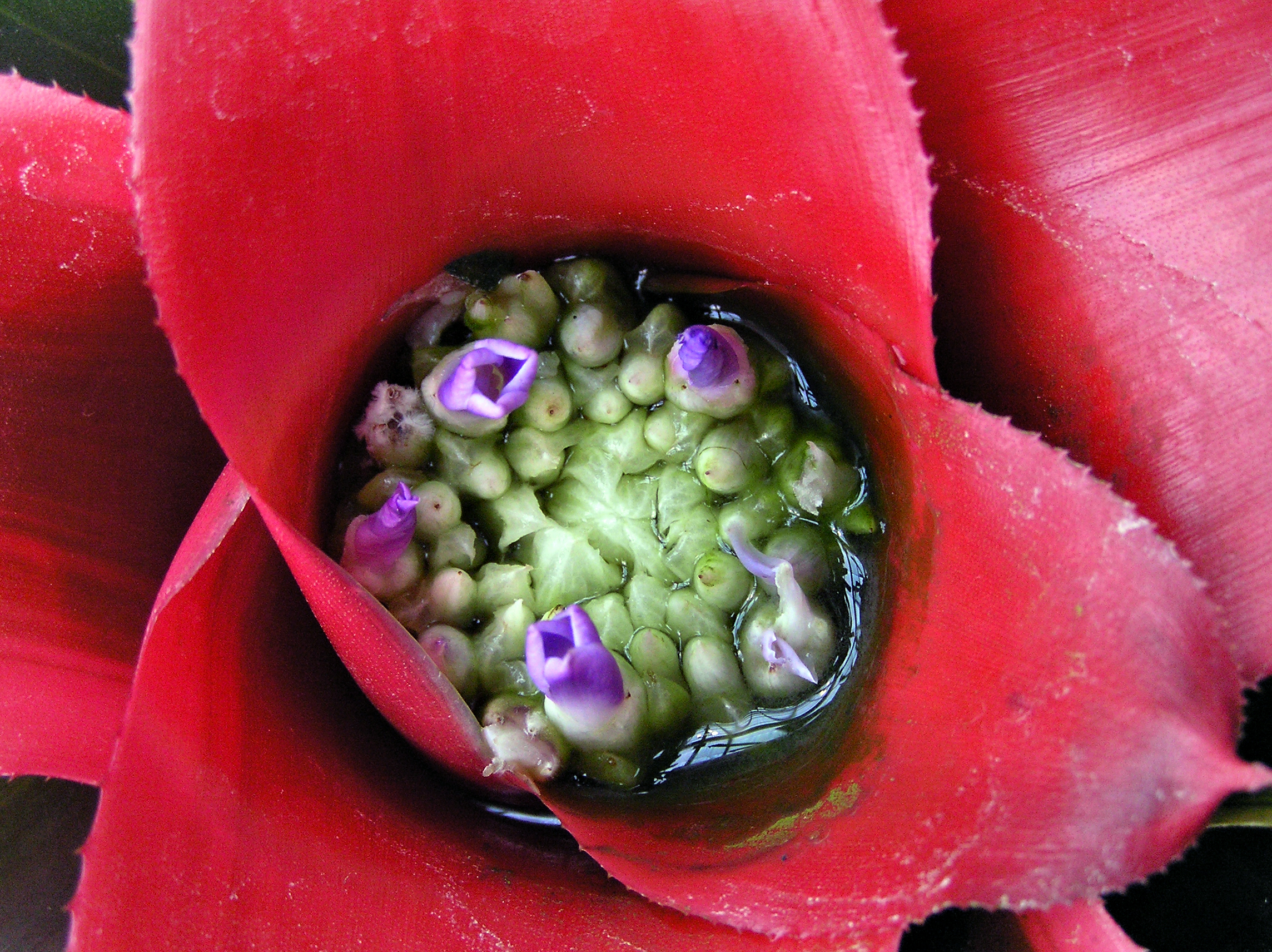
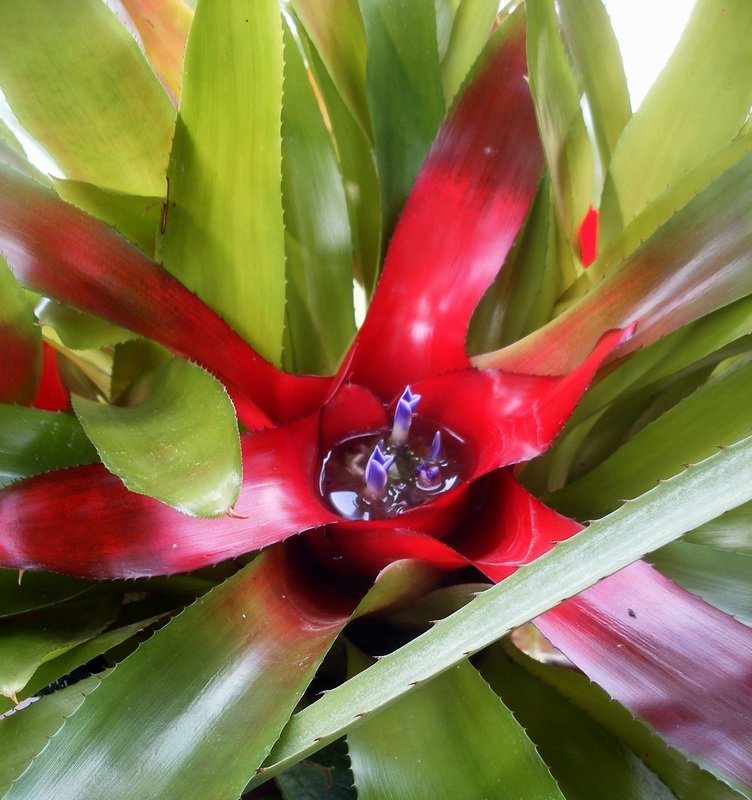